# Nodulosphaeria
Nodulosphaeria is een geslacht van schimmels behorend tot de familie Phaeosphaeriaceae. De typesoort is Nodulosphaeria hirta.

## Soorten
Volgens Index Fungorum telt het geslacht 47 soorten (peildatum april 2023):
| Soortnaam                                          | Auteur(s)                                     | Publicatiejaar |
| -------------------------------------------------- | --------------------------------------------- | -------------- |
| Nodulosphaeria aconiti                             | Mapook, Camporesi & K.D. Hyde                 | 2016           |
| Nodulosphaeria aquilana                            | (D. Sacc.) L. Holm                            | 1957           |
| Nodulosphaeria aquilegiae                          | Chaiwan, Camporesi & K.D. Hyde                | 2019           |
| Nodulosphaeria araucariae                          | I. Hino & Katum.                              | 1966           |
| Nodulosphaeria aucta                               | (Niessl) L. Holm                              | 1961           |
| Nodulosphaeria cadubriae                           | (Speg.) L. Holm                               | 1961           |
| Nodulosphaeria centaureae                          | (E. Müll.) L. Holm                            | 1957           |
| Nodulosphaeria cirsii                              | (P. Karst.) L. Holm                           | 1957           |
| Nodulosphaeria concinna                            | (Ellis & Everh.) Huhndorf                     | 1996           |
| Nodulosphaeria deutziae                            | E. Müll.                                      | 1959           |
| Nodulosphaeria digitalis                           | W.J. Li, Camporesi, Bhat & K.D. Hyde          | 2015           |
| Nodulosphaeria dolioloides (Composieteninktpuntje) | Auersw.                                       | 1863           |
| Nodulosphaeria edgarii                             | Shoemaker & C.E. Babc.                        | 1990           |
| Nodulosphaeria franconica                          | (Petr.) L. Holm                               | 1957           |
| Nodulosphaeria galiorum                            | Höhn.                                         | 1919           |
| Nodulosphaeria gallica                             | L. Holm                                       | 1961           |
| Nodulosphaeria guttulata                           | Tibpromma, Camporesi & K.D. Hyde              | 2017           |
| Nodulosphaeria hirta                               | Rabenh.                                       | 1858           |
| Nodulosphaeria indica                              | Kulk.                                         | 1971           |
| Nodulosphaeria italica                             | Phook., Camporesi & K.D. Hyde                 | 2016           |
| Nodulosphaeria jaceae                              | (L. Holm) L. Holm                             | 1957           |
| Nodulosphaeria kuemmerlei                          | Moesz                                         | 1926           |
| Nodulosphaeria mertensiae                          | (Ellis) Huhndorf                              | 1996           |
| Nodulosphaeria monticola                           | (Ellis & Everh.) Huhndorf                     | 1996           |
| Nodulosphaeria morthieriana                        | (Sacc.) Shoemaker & C.E. Babc.                | 1987           |
| Nodulosphaeria muelleri                            | L. Holm                                       | 1961           |
| Nodulosphaeria multiseptata                        | Tibpromma, Camporesi & K.D. Hyde              | 2017           |
| Nodulosphaeria nipponica                           | Otani & Mikawa                                | 1971           |
| Nodulosphaeria novae-angliae                       | M.E. Barr                                     | 1992           |
| Nodulosphaeria ocimicola                           | (Naphade) A. Pande                            | 2008           |
| Nodulosphaeria octoseptata                         | (Wehm.) L. Holm                               | 1957           |
| Nodulosphaeria olivacea                            | (Ellis) L. Holm                               | 1961           |
| Nodulosphaeria pontica (Knoopkruidinktpuntje)      | (Petr.) L. Holm                               | 1957           |
| Nodulosphaeria pseudaffinis                        | (Petr.) L. Holm                               | 1961           |
| Nodulosphaeria revelstokensis                      | Shoemaker                                     | 1985           |
| Nodulosphaeria rosae                               | I. Hino & Katum.                              | 1968           |
| Nodulosphaeria rupestris                           | (E. Müll.) Crivelli                           | 1983           |
| Nodulosphaeria sambuci                             | Tibpromma, Camporesi & K.D. Hyde              | 2017           |
| Nodulosphaeria scabiosae                           | Mapook, Camporesi & K.D. Hyde                 | 2016           |
| Nodulosphaeria senecionis                          | Chethana, Camporesi, E.B.G. Jones & K.D. Hyde | 2015           |
| Nodulosphaeria setosa                              | E. Müll. & S. Ahmad                           | 1958           |
| Nodulosphaeria spectabilis                         | (Niessl) L. Holm                              | 1961           |
| Nodulosphaeria submodesta                          | (E. Müll.) L. Holm                            | 1961           |
| Nodulosphaeria succisae                            | Munk                                          | 1958           |
| Nodulosphaeria thalictri                           | D. Pem, Camporesi & K.D. Hyde                 | 2019           |
| Nodulosphaeria valesiaca                           | L. Holm & E. Müll.                            | 1963           |
| Nodulosphaeria volkartii                           | (E. Müll.) L. Holm & E. Müll.                 | 1961           |